# Linia kolejowa 187 Spišské Vlachy – Spišské Podhradie
Linia kolejowa 187 Spišské Vlachy – Spišské Podhradie – linia kolejowa na Słowacji o długości 83 km, łącząca miejscowości Spišské Vlachy i Spišské Podhradie. Jest to linia jednotorowa oraz niezelektryfikowana.